# Liste der Kulturdenkmäler in Oberhonnefeld-Gierend
In der Liste der Kulturdenkmäler in Oberhonnefeld-Gierend sind alle Kulturdenkmäler der rheinland-pfälzischen Ortsgemeinde Oberhonnefeld-Gierend aufgeführt. Grundlage ist die Denkmalliste des Landes Rheinland-Pfalz (Stand: 9. Februar 2023).

## Einzeldenkmäler
| Bezeichnung              | Lage                            | Baujahr | Beschreibung                                                                        | Bild            |
| ------------------------ | ------------------------------- | ------- | ----------------------------------------------------------------------------------- | --------------- |
| Evangelische Pfarrkirche | Oberhonnefeld, Hauptstraße Lage | 1827–29 | klassizistischer Saalbau, 1827–29, Architekt Ferdinand Nebel, Koblenz, älterer Turm | Fotos hochladen |